# دایره دوئنتزا
دایره دوئنتزا (به لاتین: Douentza Cercle) یک منطقهٔ مسکونی در مالی است که در استان موپتی واقع شده‌است. دایره دوئنتزا ۲۳٬۴۸۱ کیلومتر مربع مساحت و ۲۴۷٬۷۹۴ نفر جمعیت دارد.